# Вяткина (Тюменская область)
Вяткина — упразднённая деревня в Аромашевском районе Тюменской области России. Входила в состав Малоскарединского сельского поселения. Исключена из учётных данных в 2011 году.

## География
Располагалась на правом берегу реки Балахлей, в 6 км (по прямой) к югу от центра сельского поселения села Малоскаредное.

## История
До 1917 года входил в состав Кротовской волости Ишимского уезда Тюменской губернии. По данным на 1926 год состояла из 73 хозяйств. В административном отношении входила в состав Богословского сельсовета Аромашевского района Ишимского округа Уральской области.

## Население
| 1989 | 2002 | 2010 |
| ---- | ---- | ---- |
| 38   | ↘9   | ↘0   |

По данным переписи 1926 года в деревне проживало 358 человек (152 мужчины и 206 женщин), в том числе: русские составляли 100 % населения.
Согласно результатам переписи 2002 года, в национальной структуре населения русские составляли 100 % из 9 чел.